# River Volley 2013-2014
Questa voce raccoglie le informazioni riguardanti il River Volley nelle competizioni ufficiali della stagione 2013-2014.

## Stagione
La stagione 2013-14 è per il River Volley, sponsorizzato dalla Rebecchi e della Nordmeccanica, la sesta, la quinta consecutiva, in Serie A1; vengono confermate sia l'allenatore Giovanni Caprara che diverse giocatrici, come Francesca Ferretti, Manuela Leggeri, Stefania Sansonna, Floortje Meijners e Lucia Bosetti: tra i nuovi acquisti quello di Robin de Kruijf, Lise Van Hecke, Elisa Manzano, Valeria Caracuta e Liesbet Vindevoghel, mentre lasciano la squadra Martina Guiggi, Carmen Țurlea, Manuela Secolo e Laura Nicolini.

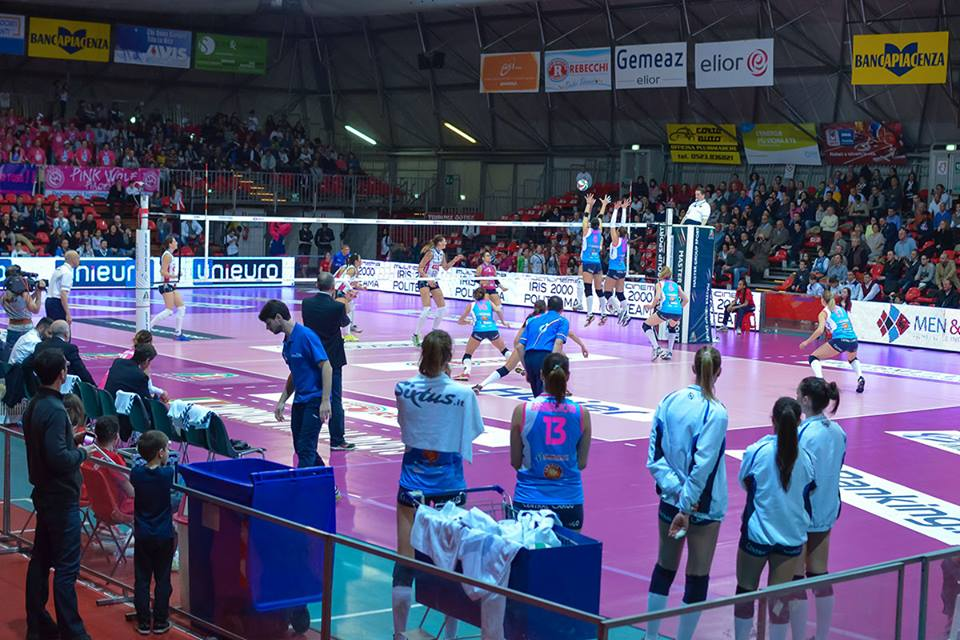
Il River Volley durante una fase di gioco

Il primo trofeo che si assegna nella stagione è la Supercoppa italiana, a cui il River Piacenza partecipa in qualità di campione d'Italia e vincitore della Coppa Italia: l'avversario è l'Imoco Volley, qualificato come vice campione d'Italia, il quale viene battuto con un secco 3-0, consegnando la vittoria alle emiliane.
Il campionato inizia con una serie di vittorie, otto consecutive, mentre le uniche due sconfitte del girone di andata arrivano nelle ultime due giornate contro la Futura Volley Busto Arsizio e la LJ Volley: la squadra si classifica al primo posto. Anche il girone di ritorno è sulla stessa riga di quello di andata, con soli successi ed un'unica sconfitta, alla diciannovesima giornata, al tie-break, contro l'Imoco Volley: la regular season si chiude quindi con la conferma del primo posto in classifica e l'accesso ai play-off scudetto. Il cammino della squadra è netto: nei quarti di finale il River Volley ha la meglio, battendo in due gare, entrambe terminate per 3-0, sulla Robur Tiboni Urbino Volley, nelle semifinali la squadra ad essere sconfitta, sempre in due gara, è l'AGIL Volley, mentre in finale, a soccombere in tre gare, è la formazione di Busto Arsizio: il club piacentino si aggiudica così per la seconda volta consecutiva lo scudetto.
In Coppa Italia, il River Volley, grazie alla vittoria dell'edizione 2012-13, partecipa direttamente dai quarti di finale dove incontra la Pallavolo Ornavasso, che sconfigge vincendo sia nella gara di andata che quella di ritorno per 3-0, accedendo alla Final Four: con un doppio 3-0 prima in semifinale, contro la Futura Volley Busto Arisizio, e poi in finale, contro il Volley Bergamo, vince la coppa per la seconda volta consecutiva.
Il titolo di campione d'Italia nella stagione 2012-13 permette alla società di prendere parte alla Champions League: la fase a gironi si apre con una sconfitta contro lo Ženskij volejbol'nyj klub Dinamo Moskva, a cui però seguono solo successi che fanno chiudere al River Volley il proprio girone in testa; l'avversario nei play-off a 12 è il Volero Zürich, il quale vince sia la gara di andata che quella di ritorno per 3-1, eliminando le italiane dalla competizione.

## Organigramma societario
Area direttiva
- Presidente: Vincenzo Cerciello
- Presidente onorario: Antonio Cerciello
- Vicepresidente: Giovanni Rebecchi
- Direttore generale: Giorgio Varacca
- Segreteria generale: Samantha Marchionni

Area organizzativa
- Direttore sportivo: Michele Carra
- Direttore finanziario: Alfredo Cerciello
- Segreteria amministrativa: Marco Zambelli

Area tecnica
- Allenatore: Giovanni Caprara
- Allenatore in seconda: Stefano Saja
- Scout man: Filippo Schiavo

Area comunicazione
- Ufficio stampa: Laura Rovellini
- Responsabile comunicazione: Alessandra Sperzagni

Area marketing
- Ufficio marketing: Carla Moggi

Area sanitaria
- Medico: Pietro Zacconi, Giuseppe Marletta
- Preparatore atletico: Terry Rosini
- Fisioterapista: Gianluca Grilli, Marco Savino

## Rosa
| N° | Nome                | Ruolo | Data di nascita  | Nazionalità sportiva |
| -- | ------------------- | ----- | ---------------- | -------------------- |
| 1  | Virginia Poggi      | L     | 23 marzo 1995    | Italia               |
| 2  | Federica Valeriano  | S     | 15 ottobre 1985  | Italia               |
| 4  | Manuela Leggeri     | C     | 9 maggio 1976    | Italia               |
| 5  | Robin de Kruijf     | C     | 5 maggio 1991    | Paesi Bassi          |
| 6  | Lise Van Hecke      | S/O   | 1º luglio 1992   | Belgio               |
| 7  | Floortje Meijners   | S     | 16 gennaio 1987  | Paesi Bassi          |
| 9  | Elisa Manzano       | C     | 18 gennaio 1985  | Italia               |
| 10 | Francesca Ferretti  | P     | 15 febbraio 1984 | Italia               |
| 11 | Stefania Sansonna   | L     | 1º novembre 1982 | Italia               |
| 13 | Ivana Bramborová    | S/O   | 11 aprile 1985   | Slovacchia           |
| 14 | Valeria Caracuta    | P     | 14 dicembre 1987 | Italia               |
| 16 | Lucia Bosetti       | S     | 9 luglio 1989    | Italia               |
| 17 | Liesbet Vindevoghel | S     | 29 dicembre 1979 | Belgio               |

## Mercato
| Acquisti | Acquisti            | Acquisti            | Acquisti   |
| R.       | Nome                | da                  | Modalità   |
| -------- | ------------------- | ------------------- | ---------- |
| S/O      | Ivana Bramborová    | AGIL                | definitivo |
| P        | Valeria Caracuta    | Busto Arsizio       | definitivo |
| C        | Robin de Kruijf     | Dresdner            | definitivo |
| C        | Elisa Manzano       | Robursport Pesaro   | definitivo |
| L        | Virginia Poggi      | Piacentina          | definitivo |
| S/O      | Lise Van Hecke      | Robur Tiboni Urbino | definitivo |
| S        | Liesbet Vindevoghel | Chieri Torino       | definitivo |

| Cessioni | Cessioni          | Cessioni         | Cessioni   |
| R.       | Nome              | a                | Modalità   |
| -------- | ----------------- | ---------------- | ---------- |
| C        | Martina Guiggi    | Guangdong Hengda | definitivo |
| C        | Laura Nicolini    | Piacentina       | definitivo |
| P        | Danica Radenković | Schweriner       | definitivo |
| S        | Manuela Secolo    | Piacentina       | definitivo |
| S/O      | Carmen Țurlea     | Forlì            | definitivo |
| L        | Isabella Zilio    | -                | ritirata   |

## Risultati

### Serie A1

#### Girone di andata
| 1ª giornata - 19 ottobre 2013 PalaBanca, Piacenza                | River               | 3 - 0 | Forlì         | 25-20, 25-20, 25-19        |
| 2ª giornata - 27 ottobre 2013 PalaMondolce, Urbino               | Robur Tiboni Urbino | 0 - 3 | River         | 16-25, 19-25, 23-25        |
| 3ª giornata - 3 novembre 2013 PalaBanca, Piacenza                | River               | 3 - 0 | Casalmaggiore | 25-18, 25-21, 25-18        |
| 4ª giornata - 20 novembre 2013 Palazzetto dello Sport, Frosinone | IHF                 | 1 - 3 | River         | 11-25, 22-25, 26-24, 19-25 |
| 5ª giornata - 1º dicembre 2013 PalaBanca, Piacenza               | River               | 3 - 0 | Ornavasso     | 25-16, 25-16, 25-20        |
| 6ª giornata - 7 dicembre 2013 PalaNorda, Bergamo                 | Bergamo             | 1 - 3 | River         | 23-25, 25-23, 23-25, 23-25 |
| 8ª giornata - 22 dicembre 2013 PalaBanca, Piacenza               | River               | 3 - 1 | Imoco         | 21-25, 25-15, 25-19, 25-17 |
| 9ª giornata - 26 dicembre 2013 Sporting Palace, Novara           | AGIL                | 1 - 3 | River         | 18-25, 25-20, 23-25, 22-25 |
| 10ª giornata - 11 gennaio 2013 PalaYamamay, Busto Arsizio        | Busto Arsizio       | 3 - 0 | River         | 26-24, 26-24, 25-21        |
| 11ª giornata - 19 gennaio 2014 PalaBanca, Piacenza               | River               | 1 - 3 | LJ            | 29-27, 21-25, 19-25, 22-25 |

#### Girone di ritorno
| 12ª giornata - 2 febbraio 2014 PalaRomiti, Forlì               | Forlì         | 0 - 3 | River               | 17-25, 20-25, 15-25               |
| 13ª giornata - 8 febbraio 2014 PalaBanca, Piacenza             | River         | 3 - 0 | Robur Tiboni Urbino | 25-15, 25-16, 25-15               |
| 14ª giornata - 16 febbraio 2014 PalaFarina, Viadana            | Casalmaggiore | 0 - 3 | River               | 25-27, 22-25, 18-25               |
| 15ª giornata - 2 marzo 2014 PalaBanca, Piacenza                | River         | 3 - 1 | IHF                 | 21-25, 25-20, 25-20, 25-21        |
| 16ª giornata - 5 marzo 2014 PalAmico, Castelletto sopra Ticino | Ornavasso     | 0 - 3 | River               | 19-25, 22-25, 17-25               |
| 17ª giornata - 9 marzo 2014 PalaBanca, Piacenza                | River         | 3 - 1 | Bergamo             | 25-19, 23-25, 25-21, 27-25        |
| 19ª giornata - 22 marzo 2014 PalaVerde, Villorba               | Imoco         | 3 - 2 | River               | 25-21, 17-25, 21-25, 25-19, 15-11 |
| 20ª giornata - 29 marzo 2014 PalaBanca, Piacenza               | River         | 3 - 1 | AGIL                | 25-19, 25-19, 19-25, 25-13        |
| 21ª giornata - 2 aprile 2014 PalaBanca, Piacenza               | River         | 3 - 1 | Busto Arsizio       | 25-15, 27-25, 16-25, 25-22        |
| 22ª giornata - 5 aprile 2014 PalaPanini, Modena                | LJ            | 1 - 3 | River               | 25-23, 18-25, 18-25, 19-25        |

#### Play-off scudetto
| Quarti di finale (gara 1) - 10 aprile 2014 PalaBanca, Piacenza  | River               | 3 - 0 | Robur Tiboni Urbino | 25-18, 25-13, 25-9         |
| Quarti di finale (gara 2) - 13 aprile 2014 PalaMondolce, Urbino | Robur Tiboni Urbino | 0 - 3 | River               | 13-25, 13-25, 20-25        |
| Semifinali (gara 1) - 19 aprile 2014 PalaBanca, Piacenza        | River               | 3 - 1 | AGIL                | 25-21, 25-21, 20-25, 25-20 |
| Semifinali (gara 2) - 22 aprile 2014 Sporting Palace, Novara    | AGIL                | 0 - 3 | River               | 13-25, 12-25, 15-25        |
| Finale (gara 1) - 26 aprile 2014 PalaBanca, Piacenza            | River               | 3 - 1 | Busto Arsizio       | 21-25, 26-24, 25-15, 25-23 |
| Finale (gara 2) - 30 aprile 2014 PalaBanca, Piacenza            | River               | 3 - 0 | Busto Arsizio       | 25-19, 25-16, 25-22        |
| Finale (gara 3) - 3 maggio 2014 PalaYamamay, Busto Arsizio      | Busto Arsizio       | 0 - 3 | River               | 22-25, 11-25, 21-25        |

### Coppa Italia

#### Fase a eliminazione diretta
| Quarti di finale (andata) - 26 gennaio 2014 PalAmico, Castelletto sopra Ticino | Ornavasso | 0 - 3 | River         | 15-25, 20-25, 15-25 |
| Quarti di finale (ritorno) - 30 gennaio 2014 PalaBanca, Piacenza               | River     | 3 - 0 | Ornavasso     | 25-19, 25-22, 25-22 |
| Semifinali - 22 febbraio 2014 PalaVerde, Villorba                              | River     | 3 - 0 | Busto Arsizio | 25-17, 25-20, 25-11 |
| Finale - 23 febbraio 2014 PalaVerde, Villorba                                  | River     | 3 - 0 | Bergamo       | 25-16, 25-13, 25-17 |

### Supercoppa italiana

#### Fase a eliminazione diretta
| Finale - 23 novembre 2013 PalaBanca, Piacenza | River | 3 - 0 | Imoco | 25-22, 25-10, 25-10 |

### Champions League

#### Fase a gironi
| 1ª giornata - 22 ottobre 2013 USZ Družba, Mosca            | Dinamo Mosca | 3 - 1 | River        | 25-21, 25-27, 25-23, 25-19 |
| 2ª giornata - 31 ottobre 2013 PalaBanca, Piacenza          | River        | 3 - 0 | Stella Rossa | 25-18, 25-18, 25-11        |
| 3ª giornata - 27 novembre 2013 Sports Games Palace, Baku   | İqtisadçı    | 1 - 3 | River        | 16-25, 18-25, 25-21, 20-25 |
| 4ª giornata - 5 dicembre 2013 PalaBanca, Piacenza          | River        | 3 - 0 | İqtisadçı    | 25-17, 25-20, 26-24        |
| 5ª giornata - 10 dicembre 2013 SC Sumice Belgrad, Belgrado | Stella Rossa | 1 - 3 | River        | 18-25, 25-21, 19-25, 15-25 |
| 6ª giornata - 17 dicembre 2013 PalaBanca, Piacenza         | River        | 3 - 1 | Dinamo Mosca | 25-21, 25-23, 18-25, 25-18 |

#### Fase a eliminazione diretta
| Play-off a 12 (andata) - 16 gennaio 2014 Saalsporthalle, Zurigo | Volero Zurigo | 3 - 1 | River         | 25-18, 24-26, 26-24, 25-19 |
| Play-off a 12 (ritorno) - 21 gennaio 2014 PalaBanca, Piacenza   | River         | 1 - 3 | Volero Zurigo | 25-22, 18-25, 20-25, 19-25 |

## Statistiche

### Statistiche di squadra
| Competizione        | Punti | In casa | In casa | In casa | In trasferta | In trasferta | In trasferta | Totale | Totale | Totale |
| Competizione        | Punti | G       | V       | P       | G            | V            | P            | G      | V      | P      |
| ------------------- | ----- | ------- | ------- | ------- | ------------ | ------------ | ------------ | ------ | ------ | ------ |
| Serie A1            | 52    | 14      | 13      | 1       | 13           | 11           | 2            | 27     | 24     | 3      |
| Coppa Italia        | -     | 1       | 1       | 0       | 1            | 1            | 0            | 4      | 4      | 0      |
| Supercoppa italiana | -     | -       | -       | -       | -            | -            | -            | 1      | 1      | 0      |
| Champions League    | 15    | 4       | 3       | 1       | 4            | 2            | 2            | 8      | 5      | 3      |
| Totale              | -     | 19      | 17      | 2       | 18           | 14           | 4            | 40     | 34     | 6      |

G = partite giocate; V = partite vinte; P = partite perse

### Statistiche dei giocatori
| Giocatore      | Serie A1 | Serie A1 | Serie A1 | Serie A1 | Serie A1 | Coppa Italia | Coppa Italia | Coppa Italia | Coppa Italia | Coppa Italia | Supercoppa italiana | Supercoppa italiana | Supercoppa italiana | Supercoppa italiana | Supercoppa italiana | Champions League | Champions League | Champions League | Champions League | Champions League | Totale | Totale | Totale | Totale | Totale |
| Giocatore      | P        | PT       | AV       | MV       | BV       | P            | PT           | AV           | MV           | BV           | P                   | PT                  | AV                  | MV                  | BV                  | P                | PT               | AV               | MV               | BV               | P      | PT     | AV     | MV     | BV     |
| -------------- | -------- | -------- | -------- | -------- | -------- | ------------ | ------------ | ------------ | ------------ | ------------ | ------------------- | ------------------- | ------------------- | ------------------- | ------------------- | ---------------- | ---------------- | ---------------- | ---------------- | ---------------- | ------ | ------ | ------ | ------ | ------ |
| L. Bosetti     | 27       | 423      | 351      | 54       | 18       | 4            | 46           | 40           | 4            | 2            | 2                   | 13                  | 12                  | 1                   | 0                   | 8                | 109              | 90               | 8                | 11               | 40     | 591    | 493    | 67     | 31     |
| I. Bramborová  | 27       | 20       | 8        | 0        | 12       | 3            | 6            | 5            | 0            | 1            | 1                   | 2                   | 0                   | 0                   | 2                   | 8                | 7                | 1                | 1                | 5                | 39     | 35     | 14     | 1      | 20     |
| V. Caracuta    | 16       | 1        | 1        | 0        | 0        | 3            | 4            | 2            | 1            | 1            | 1                   | 0                   | 0                   | 0                   | 0                   | 7                | 0                | 0                | 0                | 0                | 29     | 5      | 3      | 1      | 1      |
| R. de Kruijf   | 27       | 256      | 204      | 46       | 6        | 4            | 33           | 25           | 8            | 0            | 1                   | 6                   | 4                   | 2                   | 0                   | 8                | 89               | 71               | 15               | 3                | 40     | 384    | 304    | 71     | 9      |
| F. Ferretti    | 27       | 48       | 18       | 19       | 11       | 3            | 3            | 1            | 1            | 1            | 1                   | 1                   | 0                   | 0                   | 1                   | 8                | 9                | 4                | 4                | 1                | 39     | 61     | 23     | 24     | 14     |
| M. Leggeri     | 26       | 184      | 104      | 76       | 4        | 3            | 21           | 13           | 8            | 0            | 1                   | 9                   | 5                   | 3                   | 1                   | 8                | 63               | 36               | 27               | 0                | 38     | 277    | 158    | 114    | 5      |
| E. Manzano     | 13       | 44       | 30       | 12       | 2        | 1            | 8            | 4            | 2            | 2            | 0                   | 0                   | 0                   | 0                   | 0                   | 6                | 7                | 4                | 2                | 1                | 20     | 59     | 38     | 16     | 5      |
| F. Meijners    | 26       | 387      | 328      | 34       | 25       | 4            | 51           | 38           | 7            | 6            | 1                   | 12                  | 7                   | 3                   | 2                   | 8                | 96               | 81               | 9                | 6                | 39     | 546    | 444    | 53     | 39     |
| V. Poggi       | 9        | -        | -        | -        | -        | 0            | -            | -            | -            | -            | 0                   | -                   | -                   | -                   | -                   | -                | -                | -                | -                | -                | 9      | -      | -      | -      | -      |
| S. Sansonna    | 25       | -        | -        | -        | -        | 3            | -            | -            | -            | -            | 1                   | -                   | -                   | -                   | -                   | 8                | -                | -                | -                | -                | 37     | -      | -      | -      | -      |
| F. Valeriano   | 16       | 20       | 20       | 0        | 0        | 2            | 0            | 0            | 0            | 0            | 0                   | 0                   | 0                   | 0                   | 0                   | 4                | 0                | 0                | 0                | 0                | 22     | 20     | 20     | 0      | 0      |
| L. Van Hecke   | 25       | 316      | 262      | 38       | 16       | 4            | 39           | 34           | 4            | 1            | 1                   | 13                  | 10                  | 3                   | 0                   | 8                | 99               | 81               | 12               | 6                | 38     | 467    | 387    | 57     | 23     |
| L. Vindevoghel | 21       | 68       | 57       | 9        | 2        | 4            | 12           | 10           | 2            | 0            | 0                   | 0                   | 0                   | 0                   | 0                   | 7                | 24               | 18               | 6                | 0                | 32     | 104    | 85     | 17     | 2      |

P = presenze; PT = punti totali; AV = attacchi vincenti; MV = muri vincenti; BV = battute vincenti